# Човнова (притока Груні)
Човнова — річка в Полтавській області, притока Груні. Завдовжки 18 км, похил річки — 1,9 м/км, площа басейну — 126 км².